# Finnsnes
Finnsnes é uma pequena cidade ao norte da Noruega. Situada no condado de Troms, possui aproximadamente 5 500 habitantes e é o centro administrativo da comuna de Lenvik.
A cidade é toda localizada no continente e tem como famoso marco a Ponte Gisund (Gisundbrua) que liga Finnsnes à ilha de Senja.

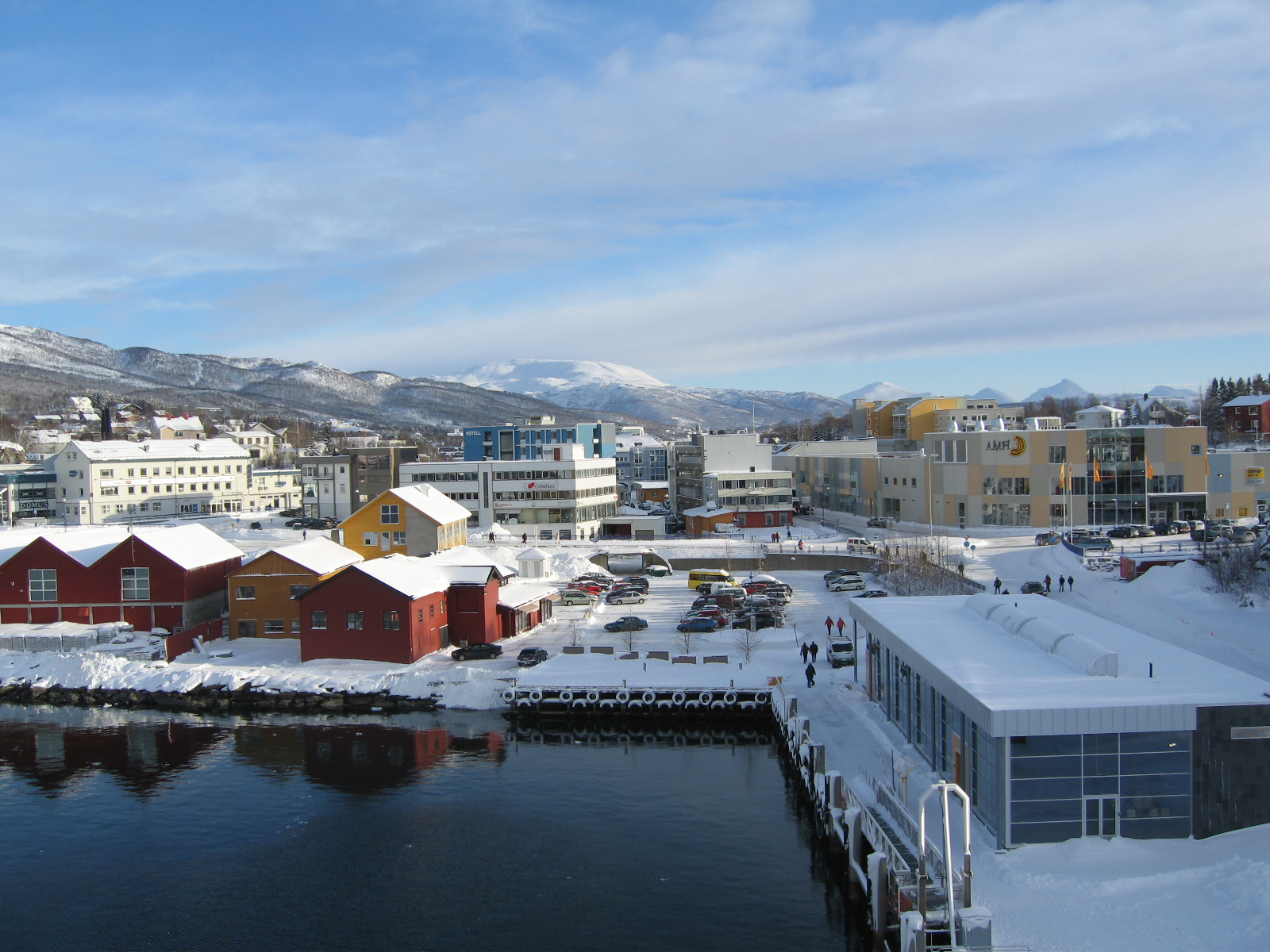
Centro de Finnsnes em fevereiro de 2006.

Somente neste último século que Finnsnes começou a crescer; o principal motivo de tal crescimento foi a mudança da sede administrativa de Gibostad para Finnsnes. O porto da cidade faz parte da rota marítima que liga Tromsø à Harstad, com quatro barcos diários para cada cidade.
Finnsnes, por ser situada bem no norte da Noruega, é uma ótima cidade para ver a aurora boreal e o sol da meia-noite. Porém, para ver a aurora boreal é necessário sair da cidade pois as luzes à noite impossibilitam vê-la. 